# Årjängs Stora Sprinterlopp
Årjängs Stora Sprinterlopp är Årjängstravets största travlopp för varmblod med 600 000 kronor till vinnaren. Loppet körs över sprinterdistansen 1640 meter med autostart och går av stapeln i samband med att Årjängstravet anordnar V75 andra eller tredje lördagen i juli varje år. Det är ett Grupp 2-lopp, det vill säga ett lopp av näst högsta internationella klass.
Fram till och med 1977 kallades tävlingen Årjängs Stora Heatlopp och kördes i två heat med efterföljande skiljeheat.
I 2017 års upplaga den 15 juli vann Dante Boko loppet på segertiden 1.09,6 från ledningen tillsammans med kusken Adrian Kolgjini. Segertiden var en tangering av loppets löpningsrekord, Sebastian K.s rekord från 2013 års upplaga av loppet. I 2018 års upplaga slogs löpningsrekordet av Propulsion tillsammans med kusken Örjan Kihlström, som segrade på tiden 1.09,2. Propulsion fråntogs senare segern då det framkommit att han varit nervsnittad i sina hovar och ej varit startberättigad.

## Vinnare
| År   | Häst              | Kusk                   | Tränare                | Odds  | Tid    | Tvåa               | Trea               |
| ---- | ----------------- | ---------------------- | ---------------------- | ----- | ------ | ------------------ | ------------------ |
| 2024 | Click Bait        | Per Lennartsson        | Stefan Melander        | 6,60  | 1.10,2 | Hail Mary          | Thereisnolimit     |
| 2023 | San Moteur        | Björn Goop             | Björn Goop             | 1,46  | 1.10,2 | Missle Hill        | Unico Broline      |
| 2022 | Don Fanucci Zet   | Örjan Kihlström        | Daniel Redén           | 1,61  | 1.10,2 | Brother Bill       | Usain Töll         |
| 2021 | Vernissage Grif   | Alessandro Gocciadoro  | Alessandro Gocciadoro  | 5,47  | 1.09,7 | Zarenne Fas        | Click Bait         |
| 2020 | Milligan's School | Ulf Eriksson           | Stefan Melander        | 4,96  | 1.09,8 | Gigant Invalley    | Sorbet             |
| 2019 | Uza Josselyn      | Erik Adielsson         | René Aebischer         | 4,67  | 1.09,3 | Nadal Broline      | Lionel N.O.        |
| 2018 | Nadal Broline     | Ulf Ohlsson            | Reijo Liljendahl       | 10,20 | 1.09,3 | Dante Boko         | Volstead           |
| 2017 | Dante Boko        | Adrian Kolgjini        | Lutfi Kolgjini         | 11,66 | 1.09,6 | Ringostarr Treb    | Nadal Broline      |
| 2016 | Nuncio            | Örjan Kihlström        | Stefan Melander        | 1,64  | 1.09,7 | Tycoon Conway Hall | Västerbo Highflyer |
| 2015 | Delicious U.S.    | Örjan Kihlström        | Daniel Redén           | 5,23  | 1.10,1 | Repay Merci        | Mosaique Face      |
| 2014 | Magic Tonight     | Johan Untersteiner     | Roger Walmann          | 4,90  | 1.09,9 | Mosaique Face      | Reven d'Amour      |
| 2013 | Sebastian K.      | Åke Svanstedt          | Åke Svanstedt          | 2,84  | 1.09,6 | Formula One        | Orecchietti        |
| 2012 | Orecchietti       | Örjan Kihlström        | Stefan Hultman         | 4,12  | 1.11,6 | Quarcio du Chene   | Tamla Celeber      |
| 2011 | Beanie M.M.       | Johnny Takter          | Morten Waage           | 9,52  | 1.10,4 | Marshland          | Brioni             |
| 2010 | Lavec Kronos      | Erik Adielsson         | Lutfi Kolgjini         | 12,23 | 1.12,4 | Beanie M.M.        | Photocopy          |
| 2009 | Scarlets Aino     | Hans-Owe Sundberg      | Hans-Owe Sundberg      | 2,57  | 1.13,1 | Colombian Necktie  | Standpoint         |
| 2008 | Finders Keepers   | Åke Svanstedt          | Åke Svanstedt          | 3,39  | 1.11,6 | Passionate Kemp    | Jaded              |
| 2007 | Citation          | Erik Adielsson         | Stig H. Johansson      | 9,71  | 1.10,4 | Going Kronos       | Adams Hall         |
| 2006 | Digger Crown      | Erik Adielsson         | Stig H. Johansson      | 2,87  | 1.13,0 | Thai Tanic         | Improve Ås         |
| 2005 | Steinlager        | Per Oleg Midtfjeld     | Per Oleg Midtfjeld     | 1,53  | 1.11,3 | Mr Commissioner    | Gidde Palema       |
| 2004 | Steinlager        | Per Oleg Midtfjeld     | Per Oleg Midtfjeld     | 3,07  | 1.11,3 | Smashing Victory   | Scarlet Knight     |
| 2003 | Gidde Palema      | Åke Svanstedt          | Åke Svanstedt          | 1,28  | 1.11,0 | Lass Zefyr         | Norvelous Hanover  |
| 2002 | Victory Tilly     | Stig H. Johansson      | Stig H. Johansson      | 1,19  | 1.11,4 | Igor Brick         | Herr Jägermeister  |
| 2001 | Igor Brick        | Stefan Melander        | Stefan Melander        | 8,42  | 1.12,0 | Blue Fighter       | Herr Jägermeister  |
| 2000 | Igor Brick        | Örjan Kihlström        | Stefan Melander        | 8,00  | 1.12,0 | Victory Tilly      | Petit Aubiose      |
| 1999 | Fridhems Ambra    | Stefan Söderkvist      | Ove Ousbäck            | 3,28  | 1.11,6 | Rite On Line       | Special Force      |
| 1998 | Atas Ace L.       | Per Lennartsson        | Per Lennartsson        | 26,59 | 1.12,4 | Running Sea        | Indian Silver      |
| 1997 | Space Probe       | Olle Goop              | Olle Goop              | 6,87  | 1.13,2 | Gum Ball           | Rite On Line       |
| 1996 | Bicycle           | Dagfinn Aarum          | Jan-Ivar Johansen      | 4,42  | 1.13,5 | Prestigious Teachr | Blixten Pellini    |
| 1995 | Turbo Thrust      | Olle Goop              | Olle Goop              | 15,90 | 1.12,5 | Sugar Ray          | Tres Solide L.     |
| 1994 | Copiad            | Erik Berglöf           | Erik Berglöf           | 1,20  | 1.12,6 | Bicycle            | Market Leader      |
| 1993 | Spin Lama         | Cato Antonsen          | Rune Wiig              | 89,97 | 1.13,7 | Park Avenue Kathy  | Market Leader      |
| 1992 | Kosar             | Stig H. Johansson      | Stig H. Johansson      | 1,28  | 1.13,0 | Sans Rival         | Zico Star F.       |
| 1991 | Peace Corps       | Stig H. Johansson      | Stig H. Johansson      | 1,14  | 1.13,6 | Nordin Hanover     | Park Avenue Kathy  |
| 1990 | Nealy Lobell      | Johnny Takter          | Johnny Takter          | 1,40  | 1.13,0 | Huggie Hanover     | Hallon Brunn       |
| 1989 | Mack Lobell       | Veijo Heiskanen        | John E. Magnusson      | 1,15  | 1.12,4 | Indus              | Vittorio           |
| 1988 | Callit            | Karl O. Johansson      | Karl O. Johansson      | 1,69  | 1.13,1 | Emile              | Atom Knight        |
| 1987 | Callit            | Karl O. Johansson      | Karl O. Johansson      | 1,29  | 1.13,8 | Emile              | Dacke Frö          |
| 1986 | Emile             | Olle Goop              | Olle Goop              | 2,36  | 1.13,4 | Big Spender        | Callit             |
| 1985 | Brandy Hanover    | Ove Kristoffersson     | Ove Kristoffersson     | 1,43  | 1.13,4 | Damons Pride       | Florican Will      |
| 1984 | The Onion         | Stig H. Johansson      | Stig H. Johansson      | 1,25  | 1.13,4 | Horns Hooter       | Garant Sig         |
| 1983 | Speedy Magnus     | Olle Goop              | Arne Bernhardsson      | 2,43  | 1.13,8 | Diamant Gelj       | Framtiden          |
| 1982 | Record Launcher   | Bertil Erasmie         | Bertil Erasmie         | 4,30  | 1.13,8 | Dialekt            | Pamir Brodde       |
| 1981 | Dialekt           | Roland Davidsson       | Ulf Nordin             | 4,08  | 1.15,1 | Dorians Music      | Ex Lee             |
| 1980 | Record Launcher   | Bertil Erasmie         | Bertil Erasmie         | 12,68 | 1.14,8 | Speedy Nell        | Don Ego            |
| 1979 | Express Gaxe      | Gunnar Axelryd         | Gunnar Axelryd         | 2,12  | 1.14,6 | Ex Lee             | Madison Avenue     |
| 1978 | Galant du Gy      | Olle Goop              | O. J. Johansson        | 6,76  | 1.16,2 | Madison Avenue     | Vat 69             |
| 1977 | Madison Avenue    | Uno Swed               | Uno Swed               | 1,35  | 1.17,4 | Emter W.           | Duke Iran          |
| 1976 | Boett             | Karl Adolfsson         | Karl Adolfsson         | 1,71  | 1.16,9 | Emter W.           | Alva               |
| 1975 | Mr Ego            | Bert Nordmark          | Bert Nordmark          | 2,23  | 1.18,0 | O'Man              | Emter W.           |
| 1974 | Molnets Broder    | Åke Sundberg           | Åke Sundberg           | 1,47  | 1.18,0 | Liberty Hanover    | O'Man              |
| 1973 | Emter W.          | Karl-Gustaf Holgersson | Karl-Gustaf Holgersson | 1,72  | 1.16,0 | Molnets Broder     | Unor               |
| 1972 | Emter W.          | Karl-Gustaf Holgersson | Karl-Gustaf Holgersson | 2,17  | 1.15,9 | Cirene Bunter      | Vilde Ville        |
| 1971 | Scott Protector   | Karsten Buer           | Karsten Buer           | 3,86  | 1.19,3 | Xanthe             | Vilde Ville        |
| 1970 | Karina Axworthy   | Hans Svensson          | Hans Svensson          | 5,85  | 1.16,8 | Scott Protector    | Vilde Ville        |
| 1969 | Fairland          | Uno Swed               | Uno Swed               | 3,74  | 1.17,4 | Vinda Whitney      | Toréador II        |
| 1968 | Scott Protector   | Karsten Buer           | Karsten Buer           | 1,98  | 1.17,3 | Train Bloc         | Jarl Bränting      |
| 1967 | Xanthe            | Robert Westergren      | Robert Westergren      | 1,49  | 1.25,6 | Lill Mavil         | Gallant Victory    |
| 1966 | Eko Will          | Ragnar Pettersson      | Ragnar Pettersson      | 10,84 | 1.17,8 |                    |                    |
| 1965 | Frances Nibs      | Berndt Lindstedt       | Olle Andersson         | 1,63  | 1.16,6 |                    |                    |
| 1964 | Metro Star        | Karl-Gustaf Holgersson | Karl-Gustaf Holgersson | 1,58  | 1.21,1 |                    |                    |
| 1963 | Miss Golden       | Alf Kårvall            | Alf Kårvall            | 1,09  | 1.21,4 |                    |                    |
| 1962 | Miss Golden       | Alf Kårvall            | Alf Kårvall            | 3,90  | 1.19,8 |                    |                    |
| 1961 | Clementz          | Sören Nordin           | Sören Nordin           | 1,56  | 1.35,2 |                    |                    |
| 1960 | Janeiro           | Gösta Nordin           | Gösta Nordin           | 2,40  | 1.19,4 |                    |                    |
| 1959 | Inventor          | Bengt Nilsson          | Bengt Nilsson          |       | 1.18,8 |                    |                    |
| 1958 | Prince Lad        | Sören Nordin           | Sören Nordin           |       | 1.20,2 |                    |                    |
| 1957 | Skymaster         | Olof Persson           | Olof Persson           |       | 1.20,0 |                    |                    |
| 1956 | Rappson           | Sören Nordin           | Sören Nordin           |       | 1.19,6 |                    |                    |
| 1955 | Codex             | Sören Nordin           | Sören Nordin           |       | 1.18,5 |                    |                    |
| 1954 | Frances Bulwark   | Sören Nordin           | Sören Nordin           |       | 1.18,3 |                    |                    |
| 1953 | Pernod            | Åke Krook              | Åke Krook              |       | 1.24,6 |                    |                    |
| 1952 | Lord Peter        | Ragnar Thorngren       | Ragnar Thorngren       |       | 1.23,1 |                    |                    |